# Aéroport de Ramechhap
L'aéroport de Ramechhap (code IATA : RHP • code OACI : VNRC) est un aéroport desservant la ville de Manthali au Népal.

## Installations
Il possède une unique piste longue de 518 mètres d'altitude.

## Situation
L'aéroport est situé à 474 mètres.
| \| 100 km1:3 095 000 \| Bajura Bhadrapur Bhâratpur Bhojpur Biratnagar Dhangadhi Dolpa Janakpur Jomsom Jumla Katmandou Lamidanda Lukla Manang Meghauli Nepalganj Phaplu Pokhara Ramechhap Rukumkot Rumjatar Simara Siddharthanagar Simikot Surkhet Talcha Taplejung Thamkharka Tumlingtar Dang |
| 100 km1:3 095 000 |

## Compagnies et destinations
| Compagnies | Destinations        |
| ---------- | ------------------- |
| Tara Air   | Katmandou-Tribhuvan |